# Transkrypcja (genetyka)
Transkrypcja – proces syntezy RNA na matrycy DNA przez różne polimerazy RNA, czyli przepisywanie informacji zawartej w DNA na RNA.
Matryca jest odczytywana w kierunku 3' → 5', a nowa cząsteczka RNA powstaje w kierunku 5' → 3'. Transkrypcji podlega odcinek DNA od promotora do terminatora, nazywany jednostką transkrypcji.
Podczas transkrypcji polimeraza RNA buduje cząsteczkę RNA, łącząc zgodnie z zasadą komplementarności pojedyncze rybonukleotydy według kodu matrycowej nici DNA.

## Transkrypcja u prokariotów
Inicjacja transkrypcji u prokariontów polega na związaniu się polimerazy RNA z odpowiednim odcinkiem pasma matrycowego DNA, tak zwanym promotorem. Polimeraza rozpoznaje sekwencje -35 i -10 promotora (a transkrypcja zaczyna się od nukleotydu +1). Specyficzność wiązania zapewnia czynnik σ (sigma). Rozsunięcie nici DNA na odcinku kilkunastu nukleotydów (czyli powstanie kompleksu otwartego) umożliwia wstawianie (włączanie) kolejnych, odpowiednich nukleotydów. Substratami są trójfosforany rybonukleozydów (ATP, GTP, CTP i UTP). Transkrypcja zaczyna się od produkcji kilku krótkich (kilka nukleotydów) transkryptów. Dopiero po oddysocjowaniu czynnika σ może rozpocząć się kolejny etap: elongacja transkrypcji (wydłużanie RNA). Polimeraza RNA przesuwa się systematycznie wzdłuż helisy DNA, rozplatając ją (na odcinku kilkunastu par zasad) i wydłużając łańcuch RNA, przy czym nukleotydy włączane są zgodnie z zasadą komplementarności. Powyżej aktualnego miejsca syntezy powstający hybrydowy kompleks DNA–RNA ulega rozpadowi, DNA powraca do swojej pierwotnej dwuniciowej struktury, a łańcuch powstającego mRNA się oddziela. Etap elongacji kończy się, gdy polimeraza RNA dotrze do terminatora – sekwencji kończącej, wyznaczającej miejsce terminacji (zakończenia) transkrypcji. Sekwencja taka ma kształt spinki do włosów (ang. hairpin). Zatrzymuje ona polimerazę RNA, co powoduje rozpad kompleksu enzym–DNA–RNA. Drugim mechanizmem terminacji, stosowanym przez bakterie, jest terminacja Rho-zależna, gdzie do terminacji transkrypcji potrzebne jest działanie czynnika Rho (ρ). Transkrypt prokariotyczny nie wymaga dalszej obróbki, a translacja rozpoczyna się, zanim transkrypcja dobiegnie końca.

## Transkrypcja u eukariotów

### Transkrypcja
U eukariontów występuje kilka rodzajów polimeraz RNA, w tym zbudowane z wielu podjednostek polimerazy RNA działające w jądrze komórkowym oraz specyficzne dla mitochondriów i chloroplastów polimerazy RNA, które budową przypominają polimerazy RNA prokariontów. Różne jądrowe polimerazy RNA biorą udział w transkrypcji różnych klas RNA. Polimeraza RNA II (Pol II) syntetyzuje pre-mRNA i większość snRNA, polimeraza RNA I (Pol I) transkrybuje część rRNA, a polimeraza RNA III (Pol III) odpowiada za syntezę tRNA, 5S rRNA i innych małych jądrowych RNA. 
W przeciwieństwie do polimerazy RNA bakterii, jądrowe polimerazy RNA organizmów eukariotycznych potrzebują do rozpoczęcia transkrypcji zestawu właściwych dla danej polimerazy podstawowych czynników transkrypcyjnych, ponieważ rozpoznają nie sekwencję promotora, ale kompleks kwas nukleinowy–białko. 
Sterowanie transkrypcją - przez związanie czynników białkowych czy hormonalnych - może odbywać się z różnych miejsc na DNA. Miejsca te mogą leżeć w obrębie genów (promotory) lub w odległości kilku tysięcy nukleotydów (wzmacniacze, wyciszacze). 
Pierwszym etapem transkrypcji jest powstanie kompleksu preinicjacyjnego (PIC) składającego się z ogólnych czynników transkrypcyjnych, który wiąże się z sekwencją promotora. Na dostępność miejsc wiązania się czynników transkrypcyjnych wpływa struktura (upakowanie) chromatyny. Należy jednak zaznaczyć, że białka remodelujące chromatynę mogą wpływać na jej strukturę przed, w trakcie i po powstaniu PIC. 
Wiele promotorów genów transkrybowanych przez jądrową polimerazę RNA II zawiera sekwencję TATA (ang. TATA box) położoną ok. 25 par zasad przed miejscem rozpoczęcia transkrypcji. Sekwencja ta jest rozpoznawana przez białko TBP (ang. TATA-box binding protein), które staje się zalążkiem kompleksu preinicjacyjnego. Drugą sekwencją rozpoznawaną przez ogólne czynniki transkrypcyjne jest sekwencja otaczająca miejsce startu transkrypcji (+1). Polimeraza RNA II wiąże się do kompleksu preinicjacyjnego i rozpoczyna transkrypcję. Do inicjacji transkrypcji przez polimerazę RNA II in vivo konieczny jest też kompleks białkowy zwany mediatorem. W regulacji transkrypcji u eukariontów mogą brać udział także inne czynniki transkrypcyjne wiążące się z sekwencjami wzmacniaczy i wyciszaczy, często położone w znacznej odległości od miejsca inicjacji transkrypcji. Do rozpoczęcia transkrypcji przez polimerazę RNA I i III potrzebne są inne sekwencje oraz zestaw ogólnych czynników transkrypcyjnych specyficznych dla tych polimeraz.
Następny etap transkrypcji to elongacja. Polimeraza RNA przesuwa się dalej, a ogólne czynniki transkrypcyjne są uwalniane. Terminacja transkrypcji nie wymaga białek uwalniających, a jej sygnały są inne niż u prokariontów. Zaproponowano dwa modele terminacji transkrypcji u eukariotów. Według pierwszego po transkrypcji miejsca poliadenylacji w polimerazie zachodzi zmiana konformacji, która ułatwia terminację transkrypcji. Według drugiego modelu w terminacji transkrypcji bierze udział trawiąca RNA egzonukleaza, która przecina cząsteczkę mRNA, a następnie niszczy ten fragment RNA, który ciągle jest związany z polimerazą.
Transkrypt jest komplementarny do nici matrycowej i homologiczny z nicią kodującą.
Należy jednak pamiętać, że jakkolwiek homologami G, C i A w pre-mRNA są rybonukleotydy niosące te same zasady azotowe, to homologiem T jest rybonukleotyd zawierający uracyl (U) a nie tyminę.
Porównanie sekwencji pre-mRNA z sekwencjami nici kodującej i matrycowej genu:
- 1) 5'- A A T C G G C A T G C C A T G G C C T T G C G C T A - 3' gen
- 2) 3'- T T A G C C G T A C G G T A C C G G A A C G C G A T - 5'
- 3) 5'- A A U C G G C A U G C C A U G G C C U U G C G C U A - 3' pre-mRNA

1 - nić kodująca
2 - nić matrycowa
3 - transkrypt
Należy pamiętać, że informacje o strukturze (budowie) kodowanego białka zawarte są jedynie we fragmentach genu zwanych eksonami, natomiast introny to fragmenty będące najczęściej nic nie znaczącymi wtrętami (są usuwane przed zajściem translacji).

### Obróbka potranskrypcyjna
Taki pierwotny transkrypt - pre-mRNA - musi jednak zostać poddany obróbce posttranskrypcyjnej, aby można go było wykorzystać do translacji. W przeciwnym wypadku mRNA po wydostaniu się z jądra zostałoby zniszczone w cytozolu przez białka, których zadaniem jest niszczenie kwasów nukleinowych. Jest to obrona przed dostaniem się do komórki obcego kwasu nukleinowego np. wirusa. Aby mRNA był rozpoznawany jako „swój”, ma miejsce obróbka potranskrypcyjna. Polega ona na:
- dołączeniu czapeczki guanylowej na końcu 5′ mRNA. Czapeczka guanylowa to nietypowy nukleotyd (7-metyloguanozyna). Umożliwia odnalezienie „fabryki białkowej” w cytozolu, ułatwia wiązanie z małą podjednostką rybosomu. Ten etap obróbki odbywa się równocześnie z transkrypcją,
- dołączeniu ogonka poli-A na końcu 3′ mRNA. Ogonek poli-A jest krótką nicią złożoną z kilkudziesięciu nukleotydów z adeniną. Dzięki temu mRNA jest rozpoznawany jako własny, a nie obcy, kwas nukleinowy. Niektóre wirusy, na przykład wirus grypy, potrafią dołączać do swoich nici mRNA ogonek poli-A, przez co nie są zabijane w cytozolu,
- splicingu, czyli usuwaniu intronów i łączeniu egzonów,
- edycji RNA[2].